# لطفي بن بأحمد
عبد الرحمان لطفي جمال بن باحمد هو مسؤول سامي جزائري. ولد يوم 02 ديسمبر 1966 بشرشال، تيبازة.
تحصل على شهادة في الصيدلة من جامعة الجزائر سنة 1991.و شهادة بعد التدرج اختصاص إدارة المؤسسات من جامعة التكوين المتواصل الجزائر سنة 1994. شغل مسير ومدير تقني للمؤسسة الصيدلانية من 1996 إلى 2019. عين وزير منتدب مكلف بالصناعة الصيدلانية في يناير 2020 في حكومة جراد.